# HMS Lion (1910)
La diciassettesima nave della Royal Navy ad essere battezzata HMS Lion fu un incrociatore da battaglia varato il 6 agosto 1910 nei cantieri di Devonport, la prima nave della sua classe. Venne originariamente costruita con l'albero di prua e posto di avvistamento  dietro alla ciminiera di prua; il fumo ed il calore rendevano difficile l'accesso al posto di avvistamento e dopo alcune prove iniziali venne ricostruita invertendo le posizioni dell'albero di prua e della ciminiera.

## Servizio
Durante la prima guerra mondiale servì come ammiraglia degli incrociatori da battaglia della Grand Fleet al comando di David Beatty. Prese parte alla battaglia di Helgoland il 28 agosto 1914 e alla battaglia di Dogger Bank del 24 gennaio 1915. Durante il combattimento venne danneggiata seriamente dal fuoco di artiglieria nemico venendo colpita 21 volte e non prendendo parte attiva alla battaglia dopo le 11:00; in precedenza era riuscita a piazzare un colpo fortunato sulla Seydlitz eliminando le sue due torrette di poppa e facendo comprendere ai tedeschi la necessità di proteggere meglio i magazzini munizioni. Questo diede i suoi frutti alla battaglia dello Jutland nel corso della quale gli incrociatori da battaglia tedeschi, pur venendo gravemente danneggiati, si dimostrarono immuni all'esplosione del deposito munizioni che affondò tre delle loro controparti britanniche.

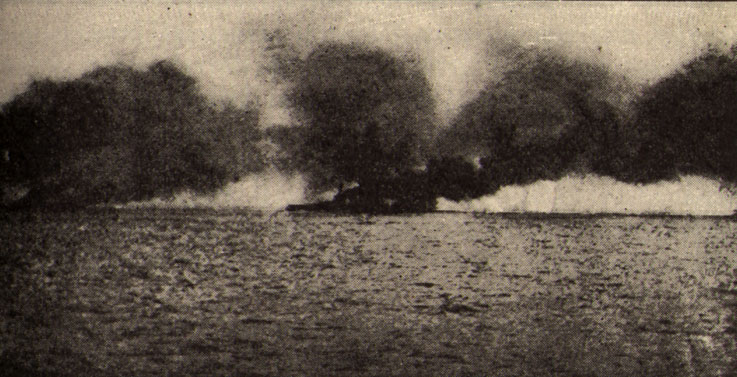
La Lion brucia alla battaglia dello Jutland.

Il 31 maggio 1916 partecipò alla battaglia dello Jutland, dove venne colpito da una bordata dei cannoni da 305 mm della Lützow che fecero saltare il tetto della torretta "Q". Dozzine di marinai rimasero uccisi, ma venne evitata una catastrofe molto più grave quando il comandante della torretta, mortalmente ferito (il maggiore Francis Harvey), ordinò di sigillare il deposito munizioni e di allagarlo, impedendo pertanto all'instabile cordite di scatenare una massiccia esplosione. Quanto vicino alla distruzione arrivò la nave venne scoperto solo successivamente quando diversi membri dell'equipaggio vennero ritrovati morti, con le mani ancora strette intorno alle maniglie dei portelloni. Per questa azione ricevette postuma la Victoria Cross. Nello scontro rimasero uccisi in totale 99 uomini dell'equipaggio.
Nel 1924 venne venduta per rientrare nei limiti del trattato navale di Washington e demolita nello stesso anno a Blyth.
Vedi HMS Lion per altre navi della Royal Navy con questo nome.